# Josep Manaut Viglietti
Josep Manaut Viglietti (Llíria, Camp de Túria, 1898 - Madrid, 1971) fou un pintor i teòric de l'art valencià.
Estudià a l'acadèmia de Sant Carles de València i a la de San Fernando de Madrid, on fou deixeble de Joaquim Sorolla. Va obtenir una beca per a estudiar a El Paular i el 1924 anà pensionat a París per la Junta d'Ampliació d'Estudis per a estudiar l'impressionisme. Alhora, fou influït per la Institución Libre de Enseñanza i Manuel Bartolomé Cossío, i ingressà a la maçoneria.
El 1928 s'establí a Madrid, on des del 1930 fou professor a l'Acadèmia de San Fernando de Madrid i soci del Círculo de Bellas Artes i de l'Ateneo de Madrid, així com president de l'Asociación de Profesores Titulares de Dibujo. Alhora començà a pinta conreant un realisme dins la tradició llumista, però sensible al fauvisme el 1934. El 1933, però, va deixar l'Acadèmia per a treballar com a professor encarregat del curs als Instituts de Secundària de Tortosa (1933-1935) i Ronda (1936).
Durant la guerra civil espanyola fou militant d'Acció Republicana i simpatitzant del Partit Valencianista d'Esquerra, presidí Cultura Popular Valenciana i s'afilià al PCE. En acabar la guerra fou condemnat pel Tribunal Especial per a la Repressió de la Maçoneria i el Comunisme a 12 anys de presó i un dia, commutada després per 6 anys i un dia de confinament a Durango. Va romandre tancat a Carabanchel el 1943-1944, a Durango el 1944-1945 i després va romandre a Madrid el 1945-1949. Després es dedicà a la pintura i a escriure tractats d'art hel·lenística i romana, així com estudis sobre Caravaggio i Sorolla.

## Publicacions
- Estudios sobre la pintura helenística-romana. II. La personalidad de Michelangelo Caravaggio y su proyección en la pintura española de los siglos XVI y XVII (1962)
- Crónica del pintor Joaquín Sorolla (1962)

## Llegat
El 2002, la Universitat Carles III de Madrid dedicà una exposició de dibuixos i pintures realitzades durant la seva estada a la presó de Carabanchel. El desembre 2004, la Galerí de Arte Amador de los Ríos a Madrid va dedicar-lo una retrospectiva.
A València hi ha una exposició permanent de la seva obra, Col·lecció permanent José Manaut, obert al públic.